# La Maison du chocolat
La Maison du Chocolat est une société française, fondée en octobre 1977 par Robert Linxe.
Elle est spécialisée dans la fabrication de confiseries et notamment la transformation du cacao. Son effectif est de 250 salariés à travers le monde, dont 150 en France. L’entreprise est implantée dans 9 pays, 19 boutiques en France et 27 à l'étranger.
La Maison du Chocolat appartient au groupe industriel agroalimentaire français Groupe Savencia Saveurs & Spécialités (anciennement groupe Soparind Bongrain).

## Historique

### Origines
Le fondateur de La Maison du Chocolat, Robert Linxe, nait à Bayonne en 1929.    
Arrivé à ses 25 ans à Paris, il achète la pâtisserie-confiserie La Marquise de Presles. Il y développe une activité de traiteur qu’il tiendra pendant 20 ans. Il revendra ensuite cette boutique à Gaston Lenôtre. 
En 1977, il ouvre une boutique proposant exclusivement du chocolat. Elle se situe rue du Faubourg Saint-Honoré en face de la salle Pleyel. Il la baptise « La Maison du Chocolat ». Ce premier magasin existe encore. 

Robert Linxe invente alors ses premières ganaches dont celles aux fruits (technique mêlant chocolat et crème fleurette pour créer des associations entre chocolat et parfums naturels). Il commercialise au même moment un gâteau au chocolat, Le Pleyel. Il le nomme ainsi en hommage à la salle Pleyel qui se situe en face de la première boutique. Encore à ces débuts, ce gâteau permettra à la maison de se faire connaître. 

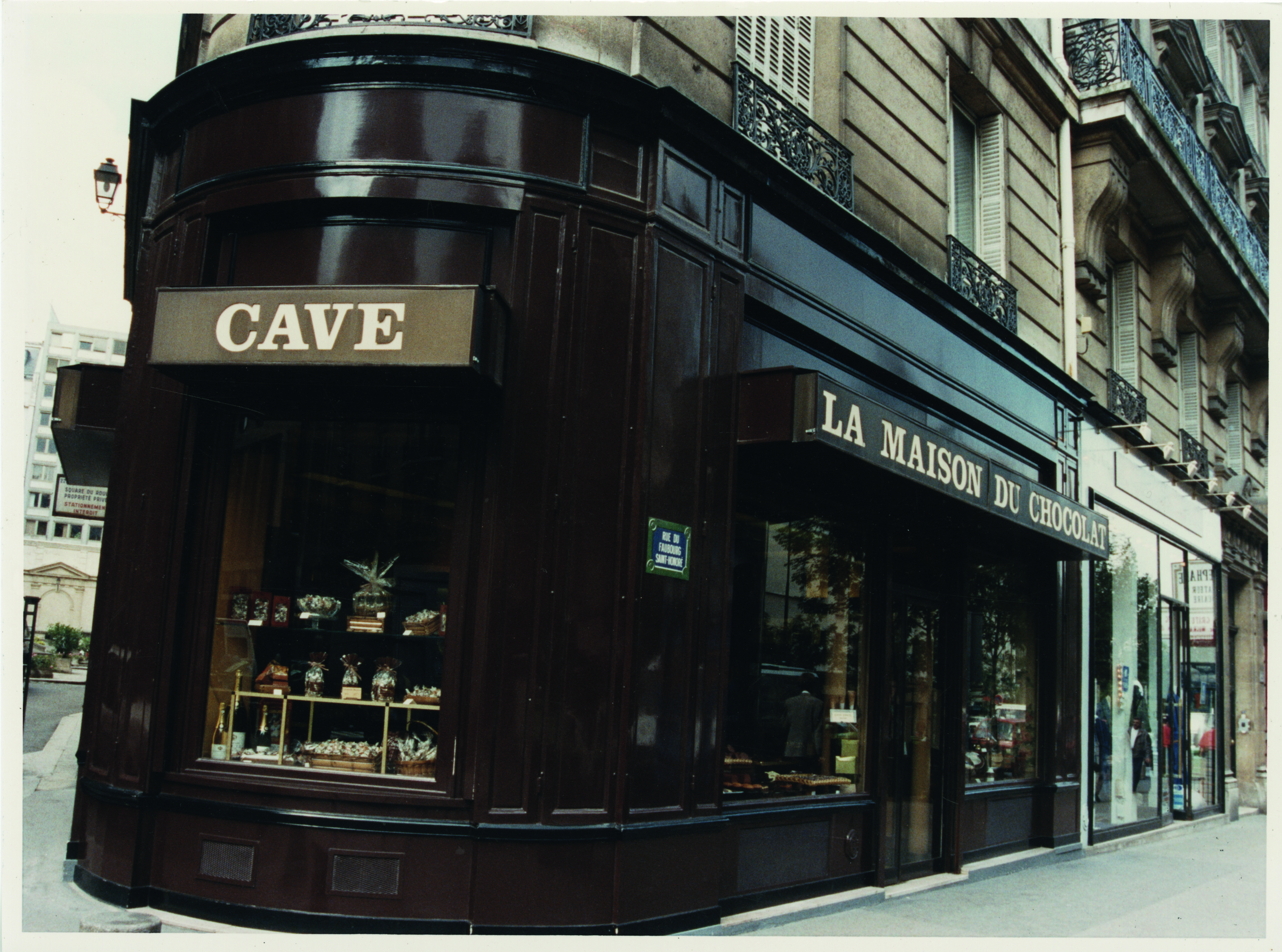
Boutique historique au 225 rue du Faubourg Saint-Honoré

Lors du 30e anniversaire de La Maison du Chocolat en 2007, Robert Linxe est nommé Chevalier de la Légion d’Honneur eu égard à l’ensemble de son œuvre.              

### Ouverture vers de nouveaux marchés
La Maison du Chocolat traverse l’Atlantique et s’implante, le 1er octobre 1986, sur la 73e rue entre Madison et la 5e Avenue à New York. Cela marque le début de l’internationalisation de l’entreprise. S'ensuivent plusieurs ouvertures de boutiques qui permettent à La Maison du Chocolat de bénéficier d'une couverture mondiale : en 1998 à Tokyo, en 2003 à Londres, en 2008 à Hong-Kong.  
Le 17 novembre 2013, La maison inaugure un espace de dégustation aux Émirats arabes unis puis en Corée.  

### Faits marquants
En 1994 a lieu la première édition du Salon du chocolat à Paris. Robert Linxe, souhaitant mettre en valeur l’aspect artistique de son métier, réalise sa première robe en chocolat en association avec le couturier Jean-Louis Scherrer.
L'année suivante, Geoffroy d’Anglejan Chatillon est nommé directeur général de La Maison du Chocolat. 
En 2000, La Maison du Chocolat entre dans le Comité Colbert. Elle intègre alors le cercle des maisons héritières d’un savoir-faire français.
La même année, Nicolas Cloiseau, dans la maison depuis 1996, est nommé responsable de la création d’un atelier décor. Il obtient, en 2007, le titre de Meilleur ouvrier de France chocolatier confiseur. Geoffroy d’Anglejan Chatillon le nommera en 2012 chef de La Maison du Chocolat.
Le 3 juin 2010, La Maison du Chocolat organise la première Nuit du gâteau à Paris, puis successivement à Tokyo et New-York. 
L’édition 2011 du Salon du chocolat et la profession rendra hommage à la carrière de Robert Linxe en donnant la parole à plusieurs de ses confrères: Jean-Paul Hévin, Christian Constant, Pierre Hermé, Patrick Roger, Pierre Marcolini.
À l’occasion de ses quinze ans, le magazine Vogue Japon demande à Nicolas Cloiseau de créer une œuvre en chocolat. Il crée pour l’occasion un éventail ouvragé totalement recouvert de feuilles d’or.
En juin 2018, Guillaume Mazarguil devient le nouveau directeur général de la Maison du Chocolat. Il succède ainsi à Geoffroy d'Anglejan en poste depuis 1995,.

## Personnes clés

### Le fondateur, Robert Linxe

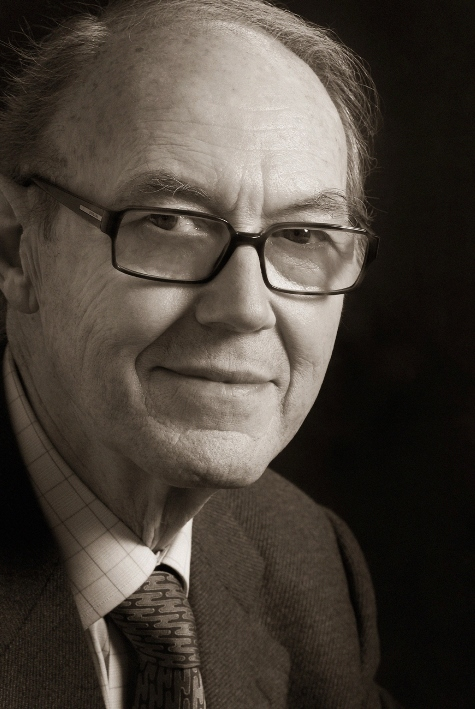
Robert Linxe

Robert Linxe est né le 17 septembre 1929 à Bayonne. C’est à l'âge de 7 ans qu’il découvre son penchant pour le chocolat, chez l’un de ses oncles, restaurateur à Bordeaux. À 18 ans, il choisit la voie de l’apprentissage en pâtisserie à Bayonne. Il poursuit son apprentissage et son perfectionnement dans l’art du chocolat dans les années 1950 à l’école internationale du chocolat de Bâle, la C.O.B.A. en Suisse. S’ensuivront deux années d’apprentissage dans un restaurant parisien. Il épouse Gisèle le 26 avril 1954 et ouvre à 28 ans sa première maison à Paris en reprenant La Marquise de Presles, pâtisserie-confiserie située au 121 avenue de Wagram. Il propose une activité de traiteur qu’il développera pendant une vingtaine d’années et revendra à Gaston Lenôtre. Le 26 octobre 1977, il crée La Maison du Chocolat et ouvre la première boutique entièrement consacrée au chocolat à Paris. 
Robert Linxe meurt le 11 décembre 2014 à l’âge de 85 ans, dans sa maison de Bayonne où il s’était retiré avec son épouse Gisèle début 2012.

### Nicolas Cloiseau

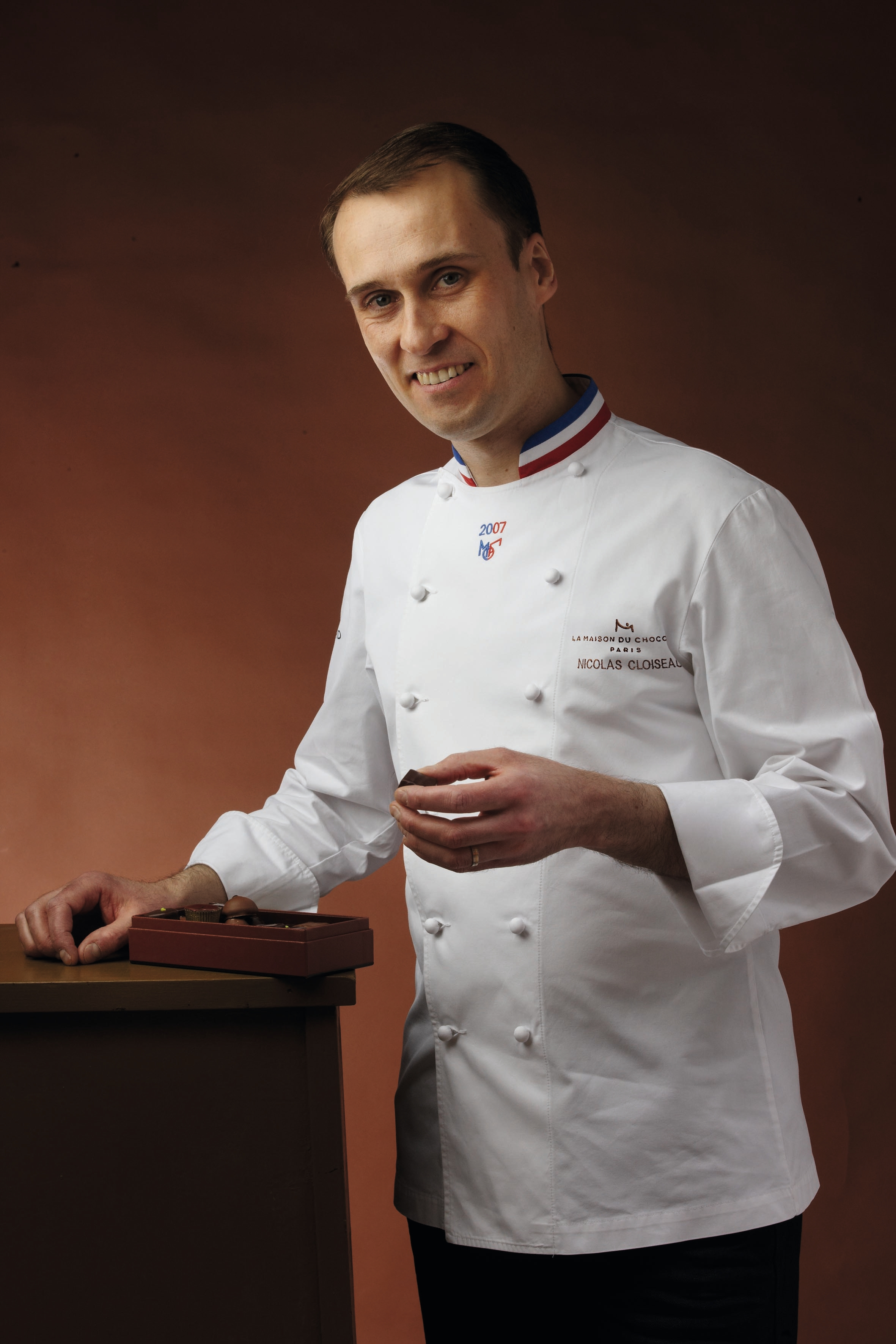
Nicolas Cloiseau

Né en 1974 à Lannion, Nicolas Cloiseau est aujourd'hui le chef de la Maison du Chocolat. Après avoir suivi une formation de pâtissier chocolatier, il intègre la maison en 1996. Quatre ans plus tard, il est nommé responsable de l’Atelier décor. Sa mission est alors de créer des décors en chocolat et des pièces d’exception. Il a obtenu le titre de Meilleur Ouvrier de France chocolatier en 2007. Geoffroy d’Anglejan nomme, en 2012, Nicolas Cloiseau, Chef de La Maison du Chocolat.

## Les concurrents
Les principaux concurrents de La Maison du Chocolat sont : Patrick Roger, Jean Paul Hévin, Pierre Marcolini, Pierre Hermé et Ladurée.

## Controverse
En juillet 2018, Médiapart publie une enquête d’après une série de documents, issus de l’inspection du travail et du ministère du travail, qui relatent des pratiques de discrimination contre un de ses employés, délégué du personnel, qui a porté plainte notamment pour des faits de harcèlement moral et sexuel au sein de l’entreprise. L’article évoque le cas d’une autre employée victime de harcèlement sexuel de la part d’un autre supérieur hiérarchique. Interrogée sur ce point, la direction de La Maison du chocolat a indiqué à Mediapart que le responsable « été immédiatement mis à pied à titre conservatoire, puis licencié ».

## Dans la fiction
Un personnage du roman L'Empire des loups de Jean-Christophe Grangé travaille à la Maison du Chocolat.

### Vidéothèque
- BFM Business, l'heure H : http://bfmbusiness.bfmtv.com/mediaplayer/video/la-maison-du-chocolat-fait-partie-des-incontournables-du-marche-geoffroy-d-anglejean-2312-724482.html
- BFM Business, Goûts de luxe Paris : http://bfmbusiness.bfmtv.com/mediaplayer/video/le-reportage-visite-guidee-de-la-maison-du-chocolat-embleme-du-chocolat-a-la-francaise-2212-723763.html
- LCI, La Matinale : http://lci.tf1.fr/videos/la-matinale-lci/l-invite-de-l-eco-geoffroy-d-anglejean-8696715.html